# Liste des œuvres d'art de Tarn-et-Garonne
Cet article vise à recenser les œuvres d'art dans l'espace public du Tarn-et-Garonne, en France.

## Liste
Les œuvres sont classées par ordre alphabétique de communes et, au sein de celles-ci, par ordre chronologique d'installation, dans la mesure des informations disponibles.

### Sculptures
| Œuvre                       | Auteur              | Commune             | Localisation                                        | Notes | Installation                                | Coordonnées                                 | Illustration                                |
| --------------------------- | ------------------- | ------------------- | --------------------------------------------------- | --- | ------------------------------------------- | ------------------------------------------- | ------------------------------------------- |
| Statue de Pierre de Fermat, | Alexandre Falguière | Beaumont-de-Lomagne | Sur la place Gambetta, anciennement place nationale | Représente Pierre de Fermat. Copie en pierre d'un monument en bronze fondu en 1943. | 2014                                        | 43° 52′ 59″ nord, 0° 59′ 19″ est            | Image manquante                             |
| Statue de Pierre de Fermat  | À déterminer        | Beaumont-de-Lomagne | Dans la cour de la maison Fermat                    | Représente Pierre de Fermat. Érigée en 1954 sur la place Gambetta, anciennement place nationale, en remplacement de celle en bronze réalisée en 1882 par Alexandre Falguière fondue dans le cadre de la mobilisation des métaux non ferreux. | 2013                                        | à géolocaliser                              | Image manquante                             |
| Pèlerin                     | Casimir Ferrer      | Castelsarrasin      | Boulevard Louis-Sicre                               | | À déterminer                                | 44° 02′ 28″ nord, 1° 06′ 16″ est            | Image manquante                             |
| Vierge de Rome              | Mathurin Moreau     | Castelsarrasin      | Boulevard Louis-Sicre                               | | À déterminer                                | 44° 02′ 28″ nord, 1° 06′ 15″ est            | Image manquante                             |
| Buste de la République      | À déterminer        | Caussade            | Boulevard Didier-Rey                                | | À déterminer                                | 44° 09′ 42″ nord, 1° 32′ 19″ est            | Image manquante                             |
| Jeanne d'Arc au sacre       | Paul Aubert         | Golfech             | À déterminer                                        | Représente Jeanne d'Arc. | À déterminer                                | 44° 06′ 49″ nord, 0° 51′ 04″ est            | Image manquante                             |
| Jeune fille au bain         | Hélène Bertaux      | Lafrançaise         | Place de la République                              | | 1876                                        | 44° 07′ 33″ nord, 1° 14′ 27″ est            | Image manquante                             |
| Buste de Camille Delthil    | André Abbal         | Moissac             | Square Camille-Delthil                              | Représente Camille Delthil. | À déterminer                                | 44° 06′ 13″ nord, 1° 05′ 16″ est            | Image manquante                             |
| Les Tricoteuses             | Jean-Louis Toutain  | Moissac             | Place Durand de Bredon                              | | À déterminer                                | 44° 06′ 18″ nord, 1° 05′ 02″ est            | Image manquante                             |
|                             |                     | Montauban           | Voir la liste des œuvres d'art de Montauban         | Voir la liste des œuvres d'art de Montauban | Voir la liste des œuvres d'art de Montauban | Voir la liste des œuvres d'art de Montauban | Voir la liste des œuvres d'art de Montauban |
| Le Cirque                   | Jean-Louis Toutain  | Valence             | À déterminer                                        | | À déterminer                                | 44° 06′ 27″ nord, 0° 53′ 35″ est            | Le Cirque                                   |
| Mon tout petit              | Jean-Louis Toutain  | Valence             | À déterminer                                        | | À déterminer                                | 44° 06′ 26″ nord, 0° 53′ 30″ est            | Image manquante                             |

### Monuments aux morts
| Œuvre                                                         | Auteur                       | Commune                 | Localisation                       | Notes | Installation | Coordonnées                      | Illustration                                                  |
| ------------------------------------------------------------- | ---------------------------- | ----------------------- | ---------------------------------- | ----- | ------------ | -------------------------------- | ------------------------------------------------------------- |
| Monument aux morts                                            | À déterminer                 | Bessens                 | À déterminer                       |       | À déterminer | à géolocaliser                   | Monument aux morts                                            |
| Poilu au repos (monument aux morts)                           | Copie d'après Étienne Camus  | Brassac                 | À déterminer                       |       | À déterminer | à géolocaliser                   | Image manquante                                               |
| Poilu au repos (monument aux morts)                           | Copie d'après Étienne Camus  | Castelmayran            | Au bord de la RD 12                |       | À déterminer | à géolocaliser                   | Image manquante                                               |
| Poilu au repos (monument aux morts)                           | Copie d'après Étienne Camus  | Durfort-Lacapelette     | Sur le champ de foire              |       | 1926         | à géolocaliser                   | Image manquante                                               |
| Le Poilu mourant en défendant le Drapeau (monument aux morts) | À déterminer                 | Escatalens              | À déterminer                       |       | À déterminer | à géolocaliser                   | Le Poilu mourant en défendant le Drapeau (monument aux morts) |
| Monument aux morts                                            | À déterminer                 | Finhan                  | À déterminer                       |       | À déterminer | à géolocaliser                   | Monument aux morts                                            |
| Poilu au repos (monument aux morts)                           | Copie d'après Étienne Camus  | Gasques                 | En face de la mairie               |       | À déterminer | à géolocaliser                   | Image manquante                                               |
| Poilu au repos (monument aux morts)                           | Copie d'après Étienne Camus  | Gimat                   | Dans le cimetière, devant l'église |       | À déterminer | à géolocaliser                   | Image manquante                                               |
| Monument aux morts                                            | À déterminer                 | La Ville-Dieu-du-Temple | À déterminer                       |       | À déterminer | à géolocaliser                   | Monument aux morts                                            |
| Monument aux morts                                            | À déterminer                 | Labastide-du-Temple     | À déterminer                       |       | À déterminer | à géolocaliser                   | Monument aux morts                                            |
| Poilu au repos (monument aux morts)                           | Copie d'après Étienne Camus  | Lacour                  | À déterminer                       |       | À déterminer | à géolocaliser                   | Image manquante                                               |
| Poilu baïonnette au canon (d) (monument aux morts)            | Copie d'après Étienne Camus  | Lizac                   | À déterminer                       |       | À déterminer | à géolocaliser                   | Poilu baïonnette au canon (d) (monument aux morts)            |
| Poilu baïonnette au canon (d) (monument aux morts)            | Copie d'après Étienne Camus  | Mansonville             | À déterminer                       |       | À déterminer | à géolocaliser                   | Poilu baïonnette au canon (d) (monument aux morts)            |
| Poilu baïonnette au canon (d) (monument aux morts)            | Copie d'après Étienne Camus  | Miramont-de-Quercy      | À déterminer                       |       | À déterminer | à géolocaliser                   | Poilu baïonnette au canon (d) (monument aux morts)            |
| Monument aux morts                                            | À déterminer                 | Molières                | Devant la mairie                   |       | À déterminer | à géolocaliser                   | Monument aux morts                                            |
| Poilu au repos (monument aux morts)                           | Copie d'après Étienne Camus  | Monbéqui                | Sur la place Victor-Hugo           |       | À déterminer | 43° 53′ 30″ nord, 1° 14′ 13″ est | Monument aux morts de Monbéqui                                |
| Monument aux morts                                            | À déterminer                 | Montbartier             | À déterminer                       |       | À déterminer | à géolocaliser                   | Monument aux morts                                            |
| Monument aux morts                                            | Copie d'après Pierre Lorenzi | Montbeton               | À déterminer                       |       | À déterminer | à géolocaliser                   | Monument aux morts                                            |
| Monument aux morts                                            | À déterminer                 | Montech                 | À déterminer                       |       | À déterminer | à géolocaliser                   | Monument aux morts                                            |
| Poilu au repos (monument aux morts)                           | Copie d'après Étienne Camus  | Montesquieu             | À déterminer                       |       | À déterminer | à géolocaliser                   | Image manquante                                               |
| Poilu au repos (monument aux morts)                           | Copie d'après Étienne Camus  | Roquecor                | Sur la place du marché             |       | À déterminer | à géolocaliser                   | Image manquante                                               |
| Monument aux morts                                            | À déterminer                 | Saint-Sardos            | À déterminer                       |       | À déterminer | à géolocaliser                   | Monument aux morts                                            |
| Monument aux morts                                            | À déterminer                 | Sérignac                | À déterminer                       |       | À déterminer | à géolocaliser                   | Monument aux morts                                            |
| Monument aux morts                                            | À déterminer                 | Verdun-sur-Garonne      | À déterminer                       |       | À déterminer | à géolocaliser                   | Monument aux morts                                            |

### Fontaines
| Œuvre | Auteur | Commune | Localisation | Notes | Installation | Coordonnées | Illustration |
| ----- | ------ | ------- | ------------ | ----- | ------------ | ----------- | ------------ |

### Œuvres disparues ou retirées
| Œuvre | Auteur | Commune | Localisation | Notes | Installation | Coordonnées | Illustration |
| ----- | ------ | ------- | ------------ | ----- | ------------ | ----------- | ------------ |